# Liberalismo
Liberalismo é uma corrente política e moral baseada na liberdade, no consentimento dos governados e igualdade perante a lei. Os liberais defendem uma ampla gama de pontos de vista, dependendo da sua compreensão desses princípios, mas, em geral, apoiam ideias como um governo limitado em seus poderes, direitos individuais (incluindo direitos civis e direitos humanos), livre mercado, democracia, secularismo, igualdade de gênero, igualdade racial, internacionalismo, liberdade de expressão, liberdade de imprensa e liberdade religiosa. O Amarelo é a cor política mais comumente associada com o liberalismo.
O liberalismo começou a alcançar notoriedade durante o Iluminismo, quando se tornou popular entre filósofos e economistas, que buscavam contestar diversas normas sociais vigentes à época, como o privilégio hereditário, o Estado confessional, a monarquia absolutista e o direito divino dos reis. Os liberais também combateram as políticas mercantilistas, os monopólios e outras barreiras ao comércio, promovendo mercados livres em vez disso. Enquanto a tradição liberal britânica enfatizava a expansão da democracia, o liberalismo francês enfatizava a rejeição do autoritarismo e estava ligado à construção da nação. O filósofo John Locke, do século XVII, é muitas vezes creditado como o fundador do liberalismo como uma tradição filosófica autônoma. Locke argumentava que cada homem tem um direito natural à vida, à liberdade e à propriedade, acrescentando que os governos não devem violar esses direitos com base no contrato social. Os liberais opuseram-se ao conservadorismo tradicional e procuraram substituir o absolutismo no governo pela democracia representativa e pelo Estado de direito.
Líderes revolucionários da Revolução Gloriosa de 1688, da Revolução Americana de 1776 e da Revolução Francesa de 1789 usaram a filosofia liberal para justificar derrubadas armadas contra realezas tiranas. O liberalismo espalhou-se rapidamente, especialmente após a Revolução Francesa. O século XIX viu governos liberais estabelecidos em nações da Europa e da América do Sul, ao passo que também estavam bem estabelecidos ao lado do republicanismo nos Estados Unidos. Na Grã-Bretanha vitoriana, foi usado para criticar o establishment político, apelando para a ciência e a razão em favor do povo. Durante o século XIX e início do século XX, o liberalismo no Império Otomano e no Oriente Médio influenciou períodos de reformas como o Tanzimat e o Al-Nahda, bem como a ascensão do secularismo, do constitucionalismo e do nacionalismo; neste último sendo usado como pilar da Unificação Alemã (1864-1870) e da Unificação da Itália (1848-1860). Essas mudanças, juntamente com outros fatores, ajudaram a criar uma sensação de crise dentro do Islã, que continua até hoje, culminando no renascimento islâmico. Antes de 1920, o principal adversário ideológico do liberalismo clássico era o conservadorismo, mas, nos anos seguintes o liberalismo passou a enfrentar grandes desafios ideológicos de novos opositores: o fascismo e o comunismo. No entanto, durante o século XX, as ideias liberais continuaram a se espalhar ainda mais — especialmente na Europa Ocidental — em forma de democracias liberais, que estiveram do lado vencedor em ambas as guerras mundiais.
Na Europa e na América do Norte, o estabelecimento do liberalismo social (muitas vezes chamado simplesmente de "liberalismo" nos Estados Unidos) tornou-se um componente-chave na expansão do estado de bem-estar social, nos conhecidos 30 Anos Gloriosos. Hoje, os partidos liberais continuam a exercer poder e influência em todo o mundo. No entanto, o liberalismo ainda tem desafios a superar na África e na Ásia. Os elementos fundamentais da sociedade contemporânea têm raízes liberais. As primeiras ondas do liberalismo popularizaram o individualismo econômico enquanto expandiam o governo constitucional e a autoridade parlamentar. Os liberais procuraram e estabeleceram uma ordem constitucional que valorizava liberdades individuais importantes, como liberdade de expressão e liberdade de associação; um judiciário independente e um julgamento público por júri; assim como a abolição dos privilégios aristocráticos. Ondas posteriores do pensamento e da luta liberal moderna foram fortemente influenciadas pela necessidade de expandir os direitos civis. Os liberais defenderam a igualdade de gênero e racial em suas campanhas para promover os direitos civis e um movimento global pelos direitos civis no século XX alcançou vários objetivos em relação a ambas as metas. O liberalismo europeu continental divide-se entre moderados e progressistas, com os moderados tendendo ao elitismo e os progressistas ao apoio à universalização de instituições fundamentais, como o sufrágio universal, a educação universal e a expansão dos direitos de propriedade. Com o tempo, os moderados tomaram o lugar dos progressistas como os principais guardiões do liberalismo europeu continental.

## Etimologia e definição
Palavras como "liberal", "liberdade", "libertário" e "libertino" têm a sua origem no latim liber, que significa "livre". Uma das primeiras instâncias registradas da palavra "liberal" ocorreu em 1375, quando foi usada para descrever as artes liberais no contexto de uma educação desejável para um homem nascido livre. A ligação inicial da palavra com a educação clássica de universidades medievais logo deu lugar a uma proliferação de diferentes denotações e conotações. "Liberal" poderia se referir àquele "livre na concessão" inicialmente em 1387, "feito sem restrição" em 1433, "livremente permitido" em 1530 e "livre de restrição" — muitas vezes como uma observação pejorativa — nos séculos XVI e XVII. Na Inglaterra do século XVI, as palavras relacionadas poderiam ter atributos positivos ou negativos, podendo se referir à generosidade ou indiscrição de alguém. Em Muito Barulho por Nada, William Shakespeare escreveu sobre "uma vilania liberal" que "confessa [...] seus encontros vis". Com a ascensão do Iluminismo, a palavra adquiriu decisivamente mais tons positivos, sendo definida como "livre de preconceitos estreitos" em 1781 e "livre do fanatismo" em 1823. Em 1815, o primeiro uso da palavra "liberalismo" apareceu em inglês. Na Espanha, os liberales, o primeiro grupo a usar o rótulo liberal em um contexto político, lutaram por décadas para a implementação da Constituição de 1812. De 1820 a 1823, durante o Triênio Liberal, o rei Fernando VII foi forçado pelos liberais a jurar defender a Constituição. Em meados do século XIX, o termo liberal foi usado de forma politizada para partidos e movimentos em todo o mundo.
Com o tempo, o significado da palavra liberalismo começou a assumir sentidos díspares em diferentes partes do mundo. De acordo com a Encyclopædia Britannica: "Nos Estados Unidos, o liberalismo está associado às políticas de welfare state (Estado de bem-estar social) do programa New Deal da administração democrata do Pres. Franklin D. Roosevelt, enquanto que na Europa é mais comumente associado a um compromisso com políticas econômicas de governo limitado e laissez-faire". Consequentemente, nos Estados Unidos, as ideias de individualismo e economia de laissez-faire anteriormente associadas ao liberalismo clássico tornaram-se a base para a emergente escola do pensamento libertário e são componentes-chave do conservadorismo americano.
Ao contrário da Europa e da América Latina, a palavra liberalismo na América do Norte refere-se quase exclusivamente ao liberalismo social. O partido canadense dominante é o Partido Liberal e o Partido Democrata dos Estados Unidos é geralmente considerado liberal.
No Brasil e em Portugal, a palavra "liberal" designa geralmente proponentes da direita política, mais especificamente defensores da liberdade econômica — o termo "neoliberal" é usado, no Brasil e em Portugal, de maneira pejorativa para designar parte do mesmo grupo.

## História

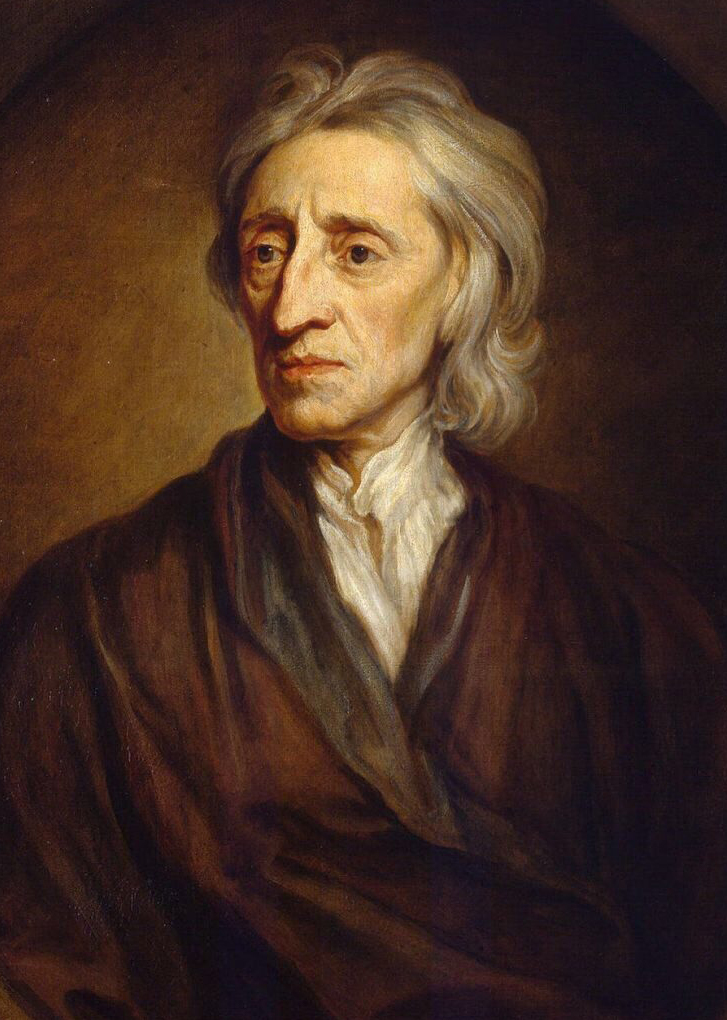
John Locke foi o primeiro a desenvolver uma filosofia liberal, incluindo o direito à propriedade privada e o consentimento dos governados

Correntes isoladas de pensamento liberal existem na filosofia ocidental desde os gregos antigos e na filosofia oriental desde os períodos Song e Ming. Essas ideias foram inicialmente reunidas e sistematizadas como uma ideologia distinta pelo filósofo inglês John Locke, geralmente considerado o pai do liberalismo moderno. Os primeiros grandes sinais da política liberal surgiram nos tempos modernos. Essas ideias começaram a se fundir na época da Guerra Civil Inglesa. Os Levellers, um movimento político minoritário amplamente ignorado que consistia principalmente de Puritanos, Presbiterianos e Quakers, pedia liberdade de religião, convocação frequente do parlamento e igualdade perante a lei. A Revolução Gloriosa de 1688 consagrou a soberania parlamentar e o direito de revolução na Grã-Bretanha e foi referida pelo autor Steven Pincus como a "primeira revolução liberal moderna". O desenvolvimento do liberalismo continuou ao longo do século 18 com os florescentes ideais iluministas da época. Este período de profunda vitalidade intelectual questionou velhas tradições e influenciou várias Monarquias europeias ao longo do século XVIII. A tensão política entre a Inglaterra e suas Colônias americanas cresceu após 1765 e a Guerra dos Sete Anos sobre a questão de tributação sem representação, culminando na Guerra Revolucionária Americana e, eventualmente, a Declaração de Independência. Após a guerra, os líderes debateram sobre como seguir em frente. Os Artigos da Confederação, escritos em 1776, agora pareciam inadequados para fornecer segurança ou mesmo um governo funcional. O Congresso da Confederação convocou uma Convenção Constitucional em 1787, que resultou na redação de uma nova Constituição dos Estados Unidos estabelecendo um governo federal. No contexto da época, a Constituição era um documento republicano e liberal.

## Impacto e influência

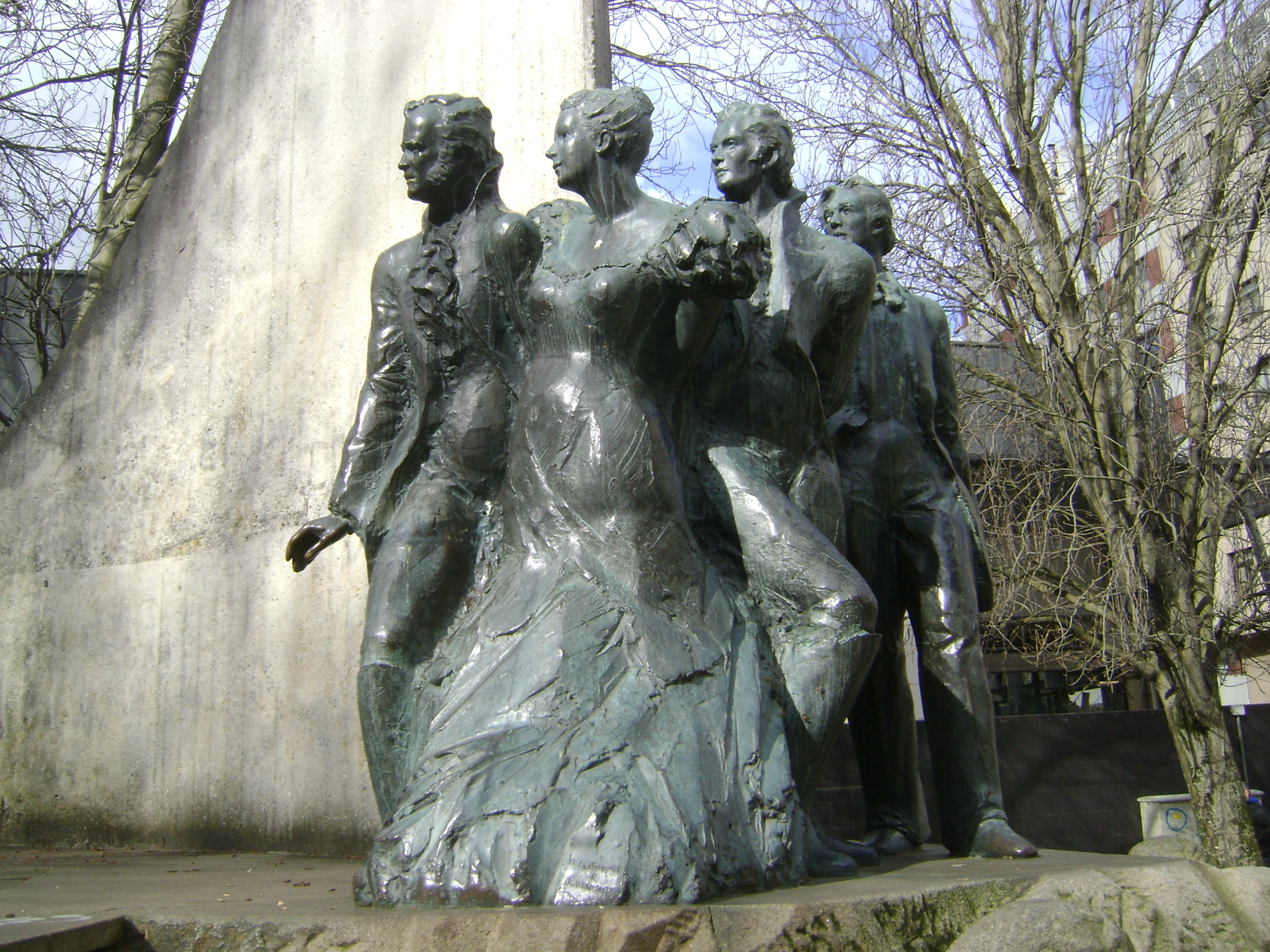
Monumento aos liberais do século XIX no bairro Agra del Orzán, Corunha, Galícia, (Espanha).

Os elementos fundamentais da sociedade contemporânea têm raízes liberais. As primeiras ondas do liberalismo popularizaram o individualismo econômico, ao mesmo tempo em que expandiam os governos constitucionais e a autoridade parlamentar. Um dos maiores triunfos liberais envolveu a substituição da natureza caprichosa dos governos monárquicos e absolutistas por um processo de tomada de decisão codificado em leis escritas. Liberais procuraram e estabeleceram de fato uma ordem constitucional que prezava pelas liberdades individuais, como a liberdade de expressão e a de associação, um Poder Judiciário independente e o julgamento por um júri público, além da abolição dos privilégios aristocráticos.
Estas mudanças radicais na autoridade política marcaram a transição do absolutismo para a ordem constitucional. A expansão e promoção dos mercados livres foi outra grande conquista liberal. Antes que eles pudessem estabelecer novas estruturas de mercado, no entanto, os liberais tiveram que destruir as antigas estruturas econômicas do mundo. Nesse sentido, os liberais acabaram com as políticas mercantilistas, monopólios reais e diversas outras restrições sobre as atividades econômicas. Eles também tentaram abolir as barreiras internas ao comércio, eliminando as guildas, tarifas locais e as proibições sobre a venda de terras.
As ondas posteriores do pensamento e da luta liberal foram fortemente influenciadas pela necessidade de expandir os direitos civis. Nas décadas de 1960 e 1970, a causa da segunda onda do feminismo nos Estados Unidos desenvolveu-se, em grande parte, por organizações feministas liberais como a Organização Nacional das Mulheres. Além de defender a igualdade de gênero, os liberais também defendiam a igualdade racial a fim de promover os direitos civis, sendo que o movimento dos direitos civis no século XX alcançou vários desses objetivos. Entre os vários movimentos regionais e nacionais, o movimento dos direitos civis dos negros nos Estados Unidos durante a década de 1960 realçou fortemente a cruzada liberal pelos direitos iguais. Descrevendo os esforços políticos do período, alguns historiadores têm afirmado que "a campanha pelo direito de votar marcou… a convergência de duas forças políticas em seu zênite: a campanha negra por igualdade e o movimento pela reforma liberal", comentando ainda sobre como "a luta para garantir o voto aos negros coincidiu com o apelo liberal pela maior ação federal para proteger os direitos de todos os cidadãos ". O projeto da Grande Sociedade lançado pelo presidente dos Estados Unidos Lyndon B. Johnson previa a criação do Medicare e do Medicaid, o estabelecimento do Programa Head Start e o Job Corps, como parte da política contra a pobreza, uma série de eventos rápidos que alguns historiadores têm chamado de a Hora Liberal.
Outra importante conquista liberal inclui a ascensão do internacionalismo liberal, que é considerado o responsável pelo estabelecimento de organizações globais, como a Liga das Nações e, após a Segunda Guerra Mundial, as Nações Unidas e a Internacional Liberal. A ideia de exportar o liberalismo para o mundo inteiro e construir uma ordem internacionalista harmoniosa e liberal tem dominado o pensamento dos liberais desde o século XVIII. "Todos os lugares em que o liberalismo floresceu internamente, este tem sido acompanhado por visões de internacionalismo liberal", escreveu um historiador. Mas a resistência ao internacionalismo liberal foi profunda e amarga, com críticos argumentando que a crescente interdependência mundial poderia resultar na perda da soberania nacional e que as democracias representavam uma ordem corrupta incapaz de alcançar uma boa governança doméstica ou global.

## Críticas e elogios

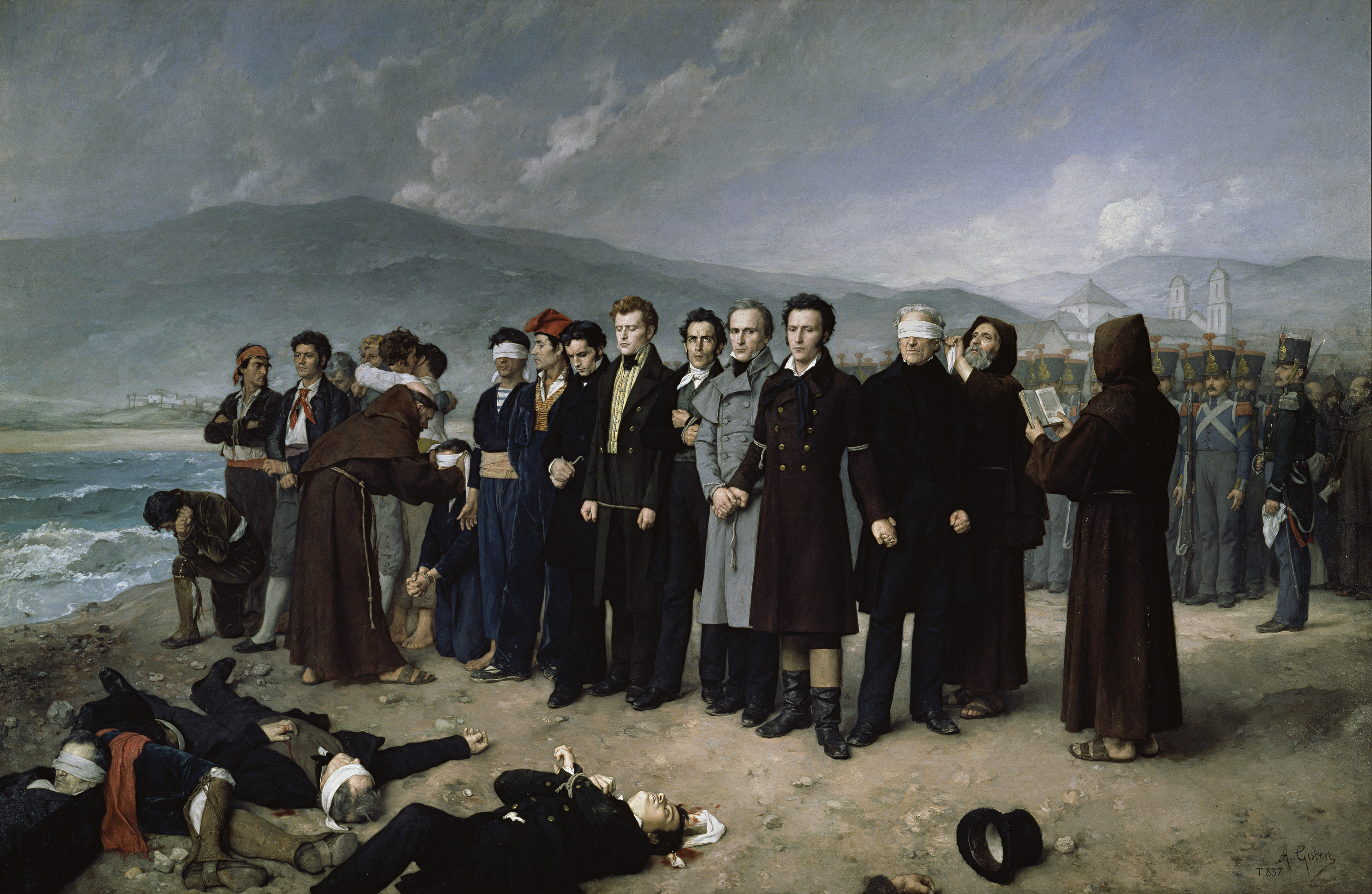
Execução de Torrijos e seus homens em 1831. O rei espanhol Fernando VII tomou medidas repressivas contra as forças liberais em seu país.

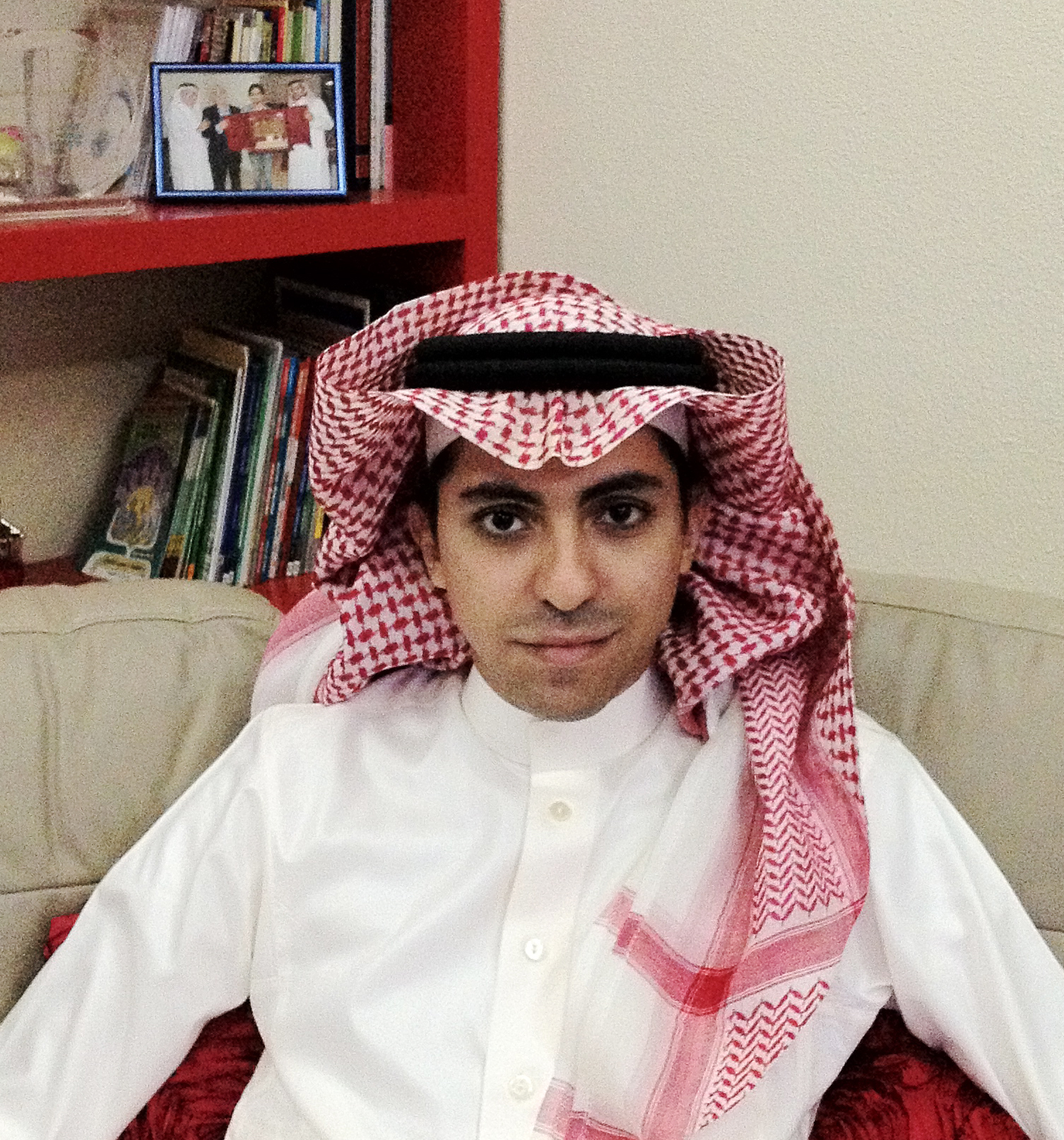
Em 2014, o escritor saudita e o criador do site "Free Saudi Liberals", Raif Badawi, foi condenado a 10 anos de prisão e 1 000 chicotadas por "insultar o Islã".

O liberalismo atraiu críticas e apoios em sua história de diversos grupos ideológicos. O menos amigável aos objetivos do liberalismo foi o conservadorismo. Edmund Burke, considerado por alguns como o primeiro grande proponente do pensamento conservador moderno, ofereceu uma crítica violenta da Revolução Francesa que atacava as pretensões liberais ao poder da racionalidade e à igualdade natural de todos os seres humanos.
Há certa confusão sobre a relação entre o liberalismo social e socialismo, apesar do fato de que muitas variantes do socialismo se distinguem marcadamente do liberalismo devido ao fato de se opor ao capitalismo, à hierarquia e à propriedade privada. O socialismo faz parte de um grupo de ideologias divergentes ao liberalismo no século XIX, assim como o socialismo cristão, comunismo (com os escritos de Karl Marx) e o anarquismo (com os escritos de Mikhail Bakunin), os dois últimos influenciados pela Comuna de Paris. Essas ideologias — assim como o liberalismo e o conservadorismo — foram divididos em vários movimentos maiores e menores nas décadas seguintes. Marx rejeitou os aspectos fundamentais da teoria liberal, na esperança de destruir o Estado e a distinção liberal entre a sociedade e o indivíduo juntando os dois em um trabalho coletivo projetado para derrubar a ordem capitalista em desenvolvimento do século XIX. Hoje, os partidos e ideias socialistas continuam sendo uma força política com diferentes graus de poder e influência em todos os continentes, liderando os governos nacionais em muitos países.
Vladimir Lenin alega que, ao contrário do marxismo, a ciência liberal defende a escravidão do salário. No entanto, alguns defensores do liberalismo, como George Henry Evans, Silvio Gesell e Thomas Paine, são críticos da escravidão do salário. Uma das críticas mais abertas do liberalismo foi da Igreja Católica, que resultou em longas lutas de poder entre os governos nacionais e a Igreja. Na mesma linha, os conservadores também atacaram o que eles percebem como a busca liberal imprudente de progresso e ganhos materiais, argumentando que tais preocupações prejudicam os valores sociais tradicionais enraizados na comunidade e a continuidade dos mesmos. No entanto, algumas variações de conservadorismo, como conservadorismo liberal, expõem algumas das mesmas ideias e princípios defendidos pelo liberalismo clássico, incluindo "governo pequeno e capitalismo próspero".
A social democracia, ideologia que defende a modificação progressiva do capitalismo, surgiu no século XX e foi influenciada pelo socialismo. No entanto, ao contrário do socialismo, não é coletivista nem anticapitalista. Definido de forma geral como um projeto que visa corrigir, por meio do reformismo governamental, o que considera como os defeitos intrínsecos do capitalismo, reduzindo as desigualdades, a social-democracia também não estava contra o estado. Vários comentaristas observaram fortes semelhanças entre o liberalismo social e a social-democracia, com um cientista político que até mesmo chamou o liberalismo americano de "bootleg social democracy" devido à ausência de uma tradição social-democrata significativa nos Estados Unidos que os liberais tentaram corrigir. Outro movimento associado à democracia moderna, a democracia cristã, espera espalhar as ideias sociais católicas e ganhou um grande número de seguidores em alguns países europeus. As primeiras raízes da democracia cristã se desenvolveram como uma reação contra a industrialização e a urbanização associado com o liberalismo laissez-faire do século XIX. Apesar desses complexos relacionamentos, alguns estudiosos argumentaram que o liberalismo realmente "rejeita o pensamento ideológico" em conjunto, em grande parte porque tal pensamento poderia levar a expectativas irrealistas para a sociedade humana.
Fascistas acusam o liberalismo de materialismo e uma falta de valores espirituais. Em particular, o fascismo opõe-se ao liberalismo pelo seu materialismo, racionalismo, individualismo e utilitarismo. Os fascistas acreditam que a ênfase liberal na liberdade individual produz divisão nacional, mas muitos fascistas concordam com os liberais em seu apoio aos direitos à propriedade privada e economia de mercado.
Estudiosos têm elogiado a influência do internacionalismo liberal, alegando que o aumento da globalização "constitui um triunfo da visão liberal que apareceu pela primeira vez no século XVIII" ao mesmo tempo que escreve que o liberalismo é "a única visão ampla e esperançosa dos assuntos mundiais".